# Локк, Джон (канадский политик)
Джон Локк (англ. John Locke; 15 сентября 1825 — 12 декабря 1873, остров Локка, Шелберн, Новая Шотландия) — канадский коммерсант, позднее мировой судья и политический деятель, сенатор от провинции Новая Шотландия в 1867—1873.

## Биография
Родился в провинции Новая Шотландия на острове Локка (ныне городок Локпорт графства Шелберн) в семье коммерсанта Сэмюэла Локка. Учился в Ливерпуле (Англия) и Шелберне.
С 1843 года исполнял обязанности мирового судьи Шелберна.
В 1851 году женился на Мэри Элизабет Чёрчилл (представительнице второго из двух семейств, исходно основавших факторию на острове Локка).
С 1851 по 1867 год представлял родное графство в законодательном собрании провинции, в 1856—1857 и 1860—1863 годах также исполняя обязанности в правительстве Новой Шотландии.
В 1867 по королевскому указу был введён как представитель Новой Шотландии в Сенат Канады, где заседал вплоть до своей смерти в 1873 году, представляя либеральную фракцию.
Умер в Локпорте 12 декабря 1873 года (в 48-летнем возрасте).